# James S. Sherman
James Schoolcraft Sherman (n. 24 octombrie 1855 - d. 30 octombrie 1912) a fost un politician american, care a slujit ca congressman / reprezentativ al statului New York între 1887 - 1891 și între 1893 - 1909, iar ulterior ca al 27-lea vicepreședinte al Statelor Unite ale Americii, sub președinția lui William Howard Taft, între 1909 și 1912, până la decesul său. Sherman a fost membru al familiilor interconectate Baldwin, Hoar și Sherman, toți proeminenți avocați, magistrați și politicieni din Noua Anglie și din întreg statul New York.
Deși considerat adesea ca un administrator „nu prea mână forte”, era prin natura firii și personalității sale un abil conciliator în toate comitetele Camerei Reprezentanților a Statelor Unite ale Americii din care a făcut parte, fiind cunoscut colocvial ca Sunny Jim (sau Luminosul/Însoritul Jim). 
J.S. Sherman a fost primul vicepreședinte american care a zburat cu un avion, în 1911, primul vicepreședinte care să arunce „prima minge ceremonială” la un joc de baseball  și cel mai recent vicepreședinte american care a decedat în timpul mandatului său.